# Ведицеро (Леко)
Ведицеро је насеље у Италији у округу Леко, региону Ломбардија.
Према процени из 2011. у насељу је живело 21 становника. Насеље се налази на надморској висини од 406 м.